# Nyilascsigák
A nyilascsigák (Terebridae) a csigák (Gastropoda) osztályához és a Sorbeoconcha rendjéhez tartozó család.

## Rendszerezése
A családba az alábbi nemek tartoznak:
- Duplicaria
- Hastula
- Myurella
- Pervicacia
- Terebra
- Terenolla